# Monocladum aegyptiacum
Monocladum aegyptiacum là một loài bọ cánh cứng trong họ Cerambycidae.